# Roosevelt Gardens
Roosevelt Gardens és una concentració de població designada pel cens dels Estats Units a l'estat de Florida. Segons el cens del 2000 tenia 1.923 habitants.

## Demografia
Segons el cens del 2000, Roosevelt Gardens tenia 1.923 habitants, 661 habitatges, i 427 famílies. La densitat de població era de 2.320,2 habitants/km².
Dels 661 habitatges en un 30,7% hi vivien nens de menys de 18 anys, en un 23,4% hi vivien parelles casades, en un 34,5% dones solteres, i en un 35,4% no eren unitats familiars. En el 28,1% dels habitatges hi vivien persones soles el 6,4% de les quals corresponia a persones de 65 anys o més que vivien soles. El nombre mitjà de persones vivint en cada habitatge era de 2,91 i el nombre mitjà de persones que vivien en cada família era de 3,61.
Per edats la població es repartia de la següent manera: un 33% tenia menys de 18 anys, un 9,6% entre 18 i 24, un 27,9% entre 25 i 44, un 19,7% de 45 a 60 i un 9,8% 65 anys o més.
L'edat mediana era de 31 anys. Per cada 100 dones de 18 o més anys hi havia 84 homes.
La renda mediana per habitatge era de 17.423 $ i la renda mediana per família de 20.536 $. Els homes tenien una renda mediana de 16.760 $ mentre que les dones 22.796 $. La renda per capita de la població era de 9.559 $. Entorn del 31,4% de les famílies i el 33,2% de la població estaven per davall del llindar de pobresa.

## Poblacions més properes
El següent diagrama mostra les poblacions més properes.